# Pandemia de COVID-19 en Akrotiri y Dekelia
El primer caso de la pandemia de COVID-19 en Akrotiri y Dekelia se confirmó el 15 de marzo de 2020. Al 11 de enero de 2021 había 76 casos confirmados. El gobierno de la República de Chipre incluye el número de contagios del territorio británico de ultramar en su lista nacional.

## Cronología

### 2020
El 13 de marzo, Chipre implementó una regla de autoaislamiento de 14 días para todas las personas que viajan desde el Reino Unido. Esta medida incluye llegadas del Reino Unido que viajan a las Bases Soberanas de Akrotiri y Dekelia. Varias personas se aislaron a sí mismas dentro de las bases y fueron sometidas a pruebas. Todas las actividades deportivas, visitas y ejercicios no esenciales dentro de las bases fueron cancelados, en un esfuerzo por reducir el número de visitantes externos.
El 15 de marzo, se confirmaron los dos primeros casos en Akrotiri y Dekelia, ambos miembros de las Fuerzas Armadas del Reino Unido con base permanente en la RAF Acrotiri. Llegaron al aeropuerto de Pafos el 13 de marzo. Se aislaron a sí mismos y dieron positivo después de desarrollar síntomas leves. Inmediatamente después, la Unidad de Salud de los Servicios Conjuntos de BFC comenzó a rastrear contactos.
El 18 de marzo, también se confirmó el tercer caso. Ese mismo día, las bases anunciaron que las seis escuelas en Akrotiri y Dekelia cerrarían hasta el 20 de abril.

### 2021
Al 11 de enero de 2021 se habían detectado 76 personas afectadas por el COVID-19 en las bases. Las escuelas permanecían abiertas.
El 1.° de marzo comenzó el proceso de vacunación contra el COVID-19. Se utilizó la vacuna del laboratorio AstraZeneca.